# BBC News at Six
BBC News at Six es un noticiero británico, transmitido por los canales BBC One y BCC News desde el 3 de septiembre de 1984.

## Presentadores

### Presentadores actuales
| Años                     | Presentador       | Papel                            |
| ------------------------ | ----------------- | -------------------------------- |
| 1999–2003; 2008–presente | Fiona Bruce       | Presentador principal (Alternar) |
| 2003–presente            | Sophie Raworth    | Presentador principal (Alternar) |
| 1998–1999; 2008–2023     | Huw Edwards       | Presentador de alivio            |
| 2010–presente            | Mishal Husain     | Presentador de alivio            |
| 2009–presente            | Emily Maitlis     | Presentador de alivio            |
| 2005–2007; 2014–presente | Jane Hill         | Presentador de alivio            |
| 2014–presente            | Reeta Chakrabarti | Presentador de alivio            |
| 2015–presente            | Clive Myrie       | Presentador de alivio            |
| 2003–presente            | George Alagiah    | Actualmente en excedencia        |

### Presentadores anteriores

#### Principal
- Sue Lawley (Copresentador, 1984–1989)
- Nicholas Witchell (Copresentador, 1984–1989)
- Anna Ford (Copresentador, 1989–1999)
- Peter Sissons (Copresentador, 1989–1994)
- Martyn Lewis (journalist)|Martyn Lewis (Copresentador, 1994–1999)
- Natasha Kaplinsky (Copresentador, 2005–2007)

#### Alivio
- Jeremy Paxman (1984–1987)
- Andrew Harvey (1984–1999)
- Philip Hayton (1987–1994)
- Chris Lowe (1988–1994)
- Moira Stuart (1989–1999)
- Jill Dando (1989–1999)
- Jennie Bond (1994–1999)
- Justin Webb (1994–1999)
- George Alagiah (2000–2003)
- Natasha Kaplinsky (2003–2005)
- Bill Turnbull (2003–2007)
- Dermot Murnaghan (2003–2007)
- Sian Williams (2004-2013)